# Passerin à ventre rose
Passerina rositae
Espèce
Statut de conservation UICN

 NT  : Quasi menacé
Le Passerin à ventre rose (Passerina rositae) est une espèce d'oiseau de la famille des Cardinalidae.

## Répartition
Cet oiseau est endémique au Mexique. Il se trouve dans une petite bande de collines le long de la côte du Pacifique de l'isthme de Tehuantepec dans les états mexicains d'Oaxaca et de Chiapas.

## Habitat
Cet oiseau vit dans les forêts marécageuses, les forêts décidues, les bois décidus semi-humides entre 150 et 800 m d'altitude.
Il est menacé par la perte de son habitat.